# Слободан Лаловић
Слободан Лаловић (Београд, 25. децембар 1954 — Београд, 16. април 2023) био је српски правник и политичар који је вршио функцију министра рада, запошљавања и социјалне политике од 3. марта 2004. до 15. маја 2007. године. Био је члан Социјалдемократске партије, а пре тога члан Социјалдемократије.
Дипломирао је на Правном факултету Универзитета у Београду 1978. године.